# Olympische Jugend-Winterspiele 2012/Snowboard
Bei den Olympischen Jugend-Winterspielen 2012 in Innsbruck fanden vom 15. bis 20. Januar 2012 insgesamt fünf Wettbewerbe im Snowboarden statt. Austragungsort war Kühtai.

## Bilanz

### Medaillenspiegel
| Platz  | Land               | Gold | Silber | Bronze | Gesamt |
| ------ | ------------------ | ---- | ------ | ------ | ------ |
| 1      | Kanada             | 2    | –      | –      | 2      |
| 2      | Vereinigte Staaten | 1    | 3      | –      | 4      |
| 3      | Japan              | 1    | –      | 1      | 2      |
| 4      | Slowenien          | –    | 1      | –      | 1      |
| 5      | Australien         | –    | –      | 1      | 1      |
| 5      | Schweiz            | –    | –      | 1      | 1      |
| 5      | Frankreich         | –    | –      | 1      | 1      |
| Gesamt | Gesamt             | 4    | 4      | 4      | 12     |

### Medaillengewinner
| Disziplin  | Gold               | Silber            | Bronze          |
| ---------- | ------------------ | ----------------- | --------------- |
| Männer     |                    |                   |                 |
| Halfpipe   | Ben Ferguson       | Tim-Kevin Ravnjak | Taku Hiraoka    |
| Slopestyle | Michael Ciccarelli | Ben Ferguson      | David Hablützel |
| Frauen     |                    |                   |                 |
| Halfpipe   | Hikaru Ōe          | Arielle Gold      | Lucile Lefevre  |
| Slopestyle | Audrey McManiman   | Arielle Gold      | Alexandra Fitch |

## Männer

### Halfpipe
| Platz | Land | Sportler           | Punkte |
| ----- | ---- | ------------------ | ------ |
| 1     | USA  | Ben Ferguson       | 260,0  |
| 2     | SLO  | Tim-Kevin Ravnjak  | 208,0  |
| 3     | JPN  | Taku Hiraoka       | 156,0  |
| 4     | CAN  | Michael Ciccarelli | 130,0  |
| 5     | SUI  | David Hablützel    | 117,0  |
| 6     | SLO  | Jan Kralj          | 104,0  |

Datum: 15. Januar

Weitere Teilnehmer aus deutschsprachigen Ländern:

 Johannes Höpfl schied im Semifinale aus und belegte mit 83,2 Punkten den 8. Platz.

 Lucas Baume schied im Semifinale aus und belegte mit 33,8 Punkten den 18. Platz.

 Roland Hörtnagl schied in der Qualifikation aus und belegte mit 18,2 Punkten den 24. Platz.

 Linus Birkendahl schied in der Qualifikation aus und belegte mit 15,6 Punkten den 25. Platz.

 Philipp Wilhelm Kundratitz schied in der Qualifikation aus und belegte mit 0,0 Punkten den 27. Platz.

### Slopestyle
| Platz | Land | Sportler           | Punkte |
| ----- | ---- | ------------------ | ------ |
| 1     | CAN  | Michael Ciccarelli | 70,0   |
| 2     | USA  | Ben Ferguson       | 56,0   |
| 3     | SUI  | David Hablützel    | 42,0   |
| 4     | SLO  | Jan Kralj          | 35,0   |
| 5     | USA  | Max Raymer         | 31,5   |
| 6     | CAN  | Tyler Nicholson    | 28,0   |

Datum: 20. Januar

Weitere Teilnehmer aus deutschsprachigen Ländern:

 Lucas Baume belegte mit 18,2 Punkten den 10. Platz.

 Johannes Höpfl schied in der Qualifikation aus und belegte mit 8,0 Punkten den 19. Platz.

 Philipp Wilhelm Kundratitz schied in der Qualifikation aus und belegte mit 6,3 Punkten den 22. Platz.

 Florian Prietl schied in der Qualifikation aus und belegte mit 5,6 Punkten den 23. Platz.

 Linus Birkendahl ging in der Qualifikation nicht an den Start.

## Frauen

### Halfpipe
| Platz | Land | Sportlerin            | Punkte |
| ----- | ---- | --------------------- | ------ |
| 1     | JPN  | Hikaru Ōe             | 260,0  |
| 2     | USA  | Arielle Gold          | 208,0  |
| 3     | FRA  | Lucile Lefevre        | 156,0  |
| 4     | AUS  | Alexandra Fitch       | 130,0  |
| 5     | CAN  | Quincy Korte-King     | 117,0  |
| 6     | ITA  | Maria Delfina Maiocco | 104,0  |

Datum: 15. Januar

Teilnehmerinnen aus deutschsprachigen Ländern:

 Celia Petrig schied in der Qualifikation aus und belegte mit 67,6 Punkten insgesamt den 10. Platz.

 Johanna Elisabeth Sternat schied in der Qualifikation aus und belegte mit 41,6 Punkten insgesamt den 15. Platz.

### Slopestyle
| Platz | Land | Sportlerin            | Punkte |
| ----- | ---- | --------------------- | ------ |
| 1     | CAN  | Audrey McManiman      | 70,0   |
| 2     | USA  | Arielle Gold          | 56,0   |
| 3     | AUS  | Alexandra Fitch       | 42,0   |
| 4     | SUI  | Celia Petrig          | 35,0   |
| 5     | USA  | Indigo Monk           | 31,5   |
| 6     | ITA  | Maria Delfina Maiocco | 28,0   |

Datum: 20. Januar

Weitere Teilnehmerinnen aus deutschsprachigen Ländern:

 Birgit Rofner belegte mit 22,4 Punkten insgesamt den 8. Platz.

 Johanna Elisabeth Sternat schied in der Qualifikation aus und belegte mit 16,8 Punkten insgesamt den 11. Platz.